# Indra

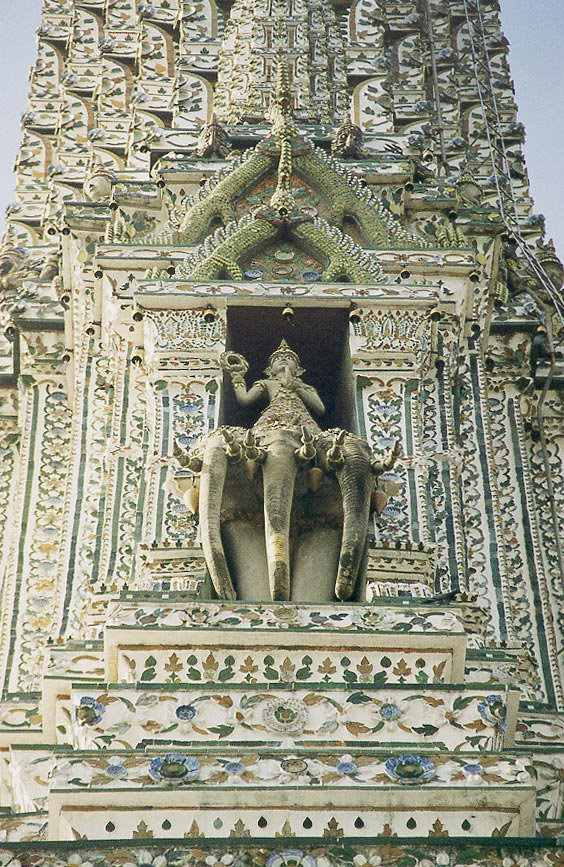
Indra

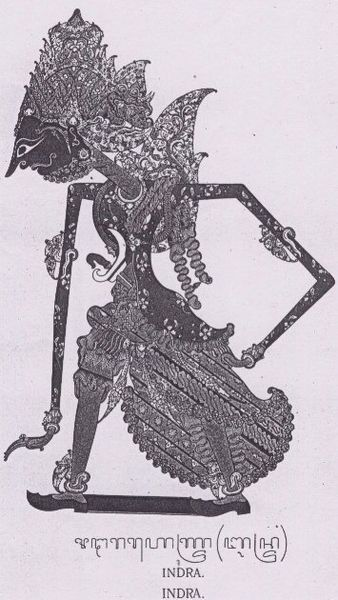
Ritratto di Indra

Nella religione induista, Indra (devanagari: इन्द्र) è il signore della folgore e dio del temporale, delle piogge e della magia. Nei Veda è il re dello Svarga ("Cielo"), dove è il capo delle divinità (deva).

## Panoramica
Il nome Indra vuol dire "Signore": è la divinità vedica che detiene il potere temporale ed è una divinità guerriera. Indra è amante delle donne, è nobilmente iracondo ed è solito ubriacarsi prima delle battaglie. Dopo le sue bevute spesso diventa violento e distrugge qualsiasi cosa; nonostante ciò è considerato una divinità saggia e detentrice di connotati positivi: valore, forza e coraggio. La sua sposa è Indrani, o Shachi, dea della bellezza e del matrimonio.
Essendo l'induismo una religione enoteista, nel pantheon vedico, a differenza di quello greco, ciascun deva è celebrato come il più grande negli inni a lui dedicati. A decretare il primato di Indra sulle altre divinità sono soprattutto i numerosissimi inni a lui dedicati che si trovano nel Rig Veda, quasi un quarto (circa 250) e in altri 50 è citato.
Indra è il dio guerriero, protettore degli Arii, che guida nelle loro conquiste. La sua figura è gigantesca, ha barba e capelli biondi avvolti in un turbante, e marcia in battaglia su un carro trainato da due cavalli sauri brandendo in mano il vajra ("fulmine" o "diamante"), arma che simboleggia la folgore, oppure la rete d'Indra, simbolo del mago e dell'illusionista. È spesso accompagnato dai Marut, le divinità delle tempeste, e dalle Apsaras, gli spiriti delle nuvole. Indra è inoltre un grande bevitore di soma, bevanda tipica del sacrificio vedico, che beve in grandi quantità prima dei combattimenti.
Il Paradiso di Indra, la sede del dio, è situato sulla cima del Monte Meru

## Genealogia
La genealogia di Indra varia nei testi: è descritto come figlio di Dyaus e Prithvi, di Kaśyapa e Aditi, o di Tvaṣṭṛ. La sua consorte è Indrani, ed è padre di numerosi figli tra cui Jayanta, Jayanti, Shashthi, Devasena, Vali e Arjuna.

## Mitologia

### Indra e Vṛtra
Il mito principale che riguarda Indra è quello dell'uccisione del serpente cosmico Vṛtra (dalla radice vṛ=costringere, avvolgere), figlio di Tvaṣṭṛ (l'artigiano degli dèi), che è anche padre di Indra, per cui Indra e Vṛtra possono essere considerati fratelli.
Al principio dei tempi Vṛtra, il serpente costrittore, avvolgeva ogni cosa dentro sé e perciò conteneva il mondo dentro il suo stomaco. Egli era totalmente immerso nella contemplazione di sé stesso da non permettere che la manifestazione fluisse, perciò Indra per realizzare il mondo fu costretto a sacrificare il fratello. In alcuni mantra sembra addirittura che sia Vṛtra a chiedere a Indra di ucciderlo. In un certo senso Vṛtra e Indra sono lo stesso principio, ma Indra volendo gustare della beatitudine di percepire l'altro, decide di distruggere il mostro costrittore e far sì che la possibilità universale contenuta all'interno di esso si realizzi in atto.
Tagliando a metà Vṛtra, dalle due parti si formano il sole e la luna, e dal suo stomaco escono, anche qui a seconda dei mantra, acqua o vacche (simbolo delle nuvole). Vṛtra è anche considerato una fortezza inespugnabile e perciò Indra è chiamato il distruttore di fortezze. La fortezza, essendo simbolo dell'inespugnabilità per eccellenza, in termini vedici assume spesso la figura di una notte senza stelle, dell'oscurità (grande nemica di Indra), perciò Indra squarciando la notte-fortezza-oscurità, genera Uṣas (l'aurora). Dalla distruzione di Vṛtra Indra ricava così l'acqua (Soma) e il fuoco (Agni).

### Il mito della parata delle formiche
Questo mito, contenuto nell'opera il re e il cadavere (Adelphi) dell'eminente indologo Robert Heinrich Zimmer, affronta il tema dell'eternità e del tempo, della trasmigrazione delle anime e dell'esistenza transitoria dell'individuo. Il dio Indra dopo aver colpito con la sua folgore Vṛtra, un gigantesco asura che teneva prigioniere le acque nel suo ventre e dopo aver quindi permesso ad esse di scorrere libere nuovamente era stato acclamato ed esaltato da tutte le divinità dei cieli come il salvatore.
Proprio Indra, per ridare splendore alla città che era caduta in rovina, aveva affidato così a Vishvakarman, il dio delle arti e dei mestieri, il compito di erigere un palazzo di splendore incomparabile. Col procedere dei lavori, Indra era diventato sempre più esigente nelle sue richieste chiedendo al dio meraviglie sempre più grandiose. Vishvakarman allora, disperato, si era rivolto al creatore del mondo Brahmā, il quale lo aveva rassicurato dicendogli che ben presto si sarebbe liberato di quel fardello. Brahma a sua volta si era rivolto all'Essere Supremo Visnù il quale con un semplice cenno del capo gli aveva fatto capire che la richiesta di Vishvakarman sarebbe stata esaudita.
Il giorno dopo si era presentato al palazzo di Indra un brahmano, ancora fanciullo, splendente sia di bellezza che di saggezza. L'incontro con Indra aveva avuto luogo nella sala delle udienze dove il fanciullo aveva spiegato il motivo della sua visita: aveva sentito parlare del suo prestigioso palazzo e voleva capire quanti anni ci sarebbero voluti per ultimarlo e quali opere avrebbe ancora dovuto compiere Vishvakarman, visto che nessun Indra prima di lui aveva avuto una dimora di tale bellezza. Indra paternalisticamente aveva chiesto a sua volta quanti Indra potesse aver conosciuto il giovinetto e quello aveva replicato di averne conosciuti parecchi e di aver assistito alla distruzione dell'universo e di aver visto tutte le cose morire al termine di ogni ciclo. "Chi enumererà le epoche del mondo che passano succedendosi l'una all'altra? Chi conterà gli universi trascorsi e le nuove creazioni sorte dall'abisso? Quanto agli universi che in un qualsiasi momento esistono fianco a fianco, ognuno dei quali contiene un Brahma e un Indra, chi mai potrà calcolarne il numero?". Mentre stava pronunciando queste parole era entrato nella sala un esercito di formiche. Il fanciullo allora sorridendo aveva spiegato a Indra che ciascuna di queste formiche era stata un tempo, in virtù delle sue qualità, re degli dei, ma ora, attraverso la rinascita, ciascuna era ridiventata formica.
Anche gli dèi periscono e si corrompono. Tale era la sostanza del segreto. Da quel momento Indra, il re degli dei, era stato umiliato e il suo orgoglio era stato abbattuto; finalmente guarito da un'ambizione eccessiva, egli era stato condotto, per mezzo di una saggezza spirituale e mondana, a riconoscere il proprio ruolo nel gioco dell'esistenza, la ruota della quale gira in fine.

## Nella cultura di massa
- Nella seconda parte del manga giapponese Naruto e nel suo adattamento animato, Naruto Shippuden, Indra è il nome del figlio primogenito dell'Eremita delle Sei Vie (Rikudou no Sennin), Hagoromo Ootsutsuki; egli ereditò dal padre il suo enorme potere e l'abilità oculare (dojutsu) chiamata Sharingan, che sarebbe stata tramandata successivamente al clan Uchiha.